# Mariä Heimsuchung (Kindsbach)
Mariä Heimsuchung ist eine römisch-katholische Kirche in Kindsbach, einer Gemeinde im Landkreis Kaiserslautern in Rheinland-Pfalz. Sie steht unter Denkmalschutz.

## Lage
Die Kirche befindet sich innerhalb der örtlichen Eisenbahnstraße, die eine Querverbindung zwischen der Bahnstrecke Mannheim–Saarbrücken im Norden und der Kaiserstraße im Süden darstellt.

## Geschichte
Die Kirche entstand in den Jahren 1912 und 1913, da die örtliche Wallfahrtskapelle zu Ehren „Unserer lieben Frau“ für die wachsende Bevölkerung zu klein geworden war. Letztere wurde daraufhin 1916 abgerissen; das dort enthaltene Gemälde Madonna von Pötsch wurde daraufhin in die neu entstandene Kirche transferiert.
Die Kirche selbst stellt eine romanisierende Basilika dar, die vom Architekten Rudolf von Perignon entworfen wurde. Im Zeitraum von 1965 bis 1968 wurde sie erweitert und innen umgebaut. Sie gehört zum Dekanat Kaiserslautern des Bistums Speyer. Bis Ende 2015 fungierte sie dort als Pfarrkirche; seit 2016 bildet sie eine Filiale der in Landstuhl ansässigen Pfarrei Hl. Namen Jesu.